# Pedro Ruiz Castell
Pedro Ruiz Castell (València, 1977) és un historiador de la ciència i polític valencià. Ha estat diputat a les Corts Valencianes pel Partit Socialista del País Valencià (PSPV-PSOE) durant la X i la XI legislatures.
És llicenciat en física per la Universitat de València i doctor en història per la Universitat d'Oxford. Entre 2004 i 2008, va ser coordinador del Departament d'Investigació i Documentació del Museu Nacional de Ciència i Tecnologia (MUNCYT), a Madrid. Posteriorment, va treballar com a investigador postdoctoral al Departament de Filosofia i al Centre d'Estudis d'Història de la Ciència de la Universitat Autònoma de Barcelona. El 2010 s'incorporà a la Universitat de València com a professor d'història de la ciència.
És membre de l'Institut Interuniversitari López Piñero d'Estudis Històrics i Socials sobre Ciència, Tecnologia, Medicina i Medi Ambient, i ha estat investigador convidat en institucions com l'Imperial College de Londres, la Universitat de Manchester o la Chemical Heritage Foundation de Filadèlfia. La seua recerca s'ha centrat en la història de l'astronomia als segles XIX i XX, la ciència en l'esfera pública, la instrumentació científica i els museus de ciència i tecnologia.
Pel que fa a la seua activitat política, va accedir a l'escó de diputat a les Corts Valencianes el setembre de 2019, en substitució de Vicent Soler i Marco, i exercí com a portaveu del seu grup parlamentari en matèries d'innovació, universitats, ciència i societat digital. També va ser secretari de Ciència, Investigació i Universitats a la Comissió Executiva Nacional del PSPV-PSOE. El 2023 es reincorporà a la Universitat de València i, al desembre del mateix any, tornà a les Corts com a diputat arran dels nomenaments de Rebeca Torró i Arcadi España com a secretaris d'Estat d'Indústria i de Política Territorial, respectivament.